# جيمس رو
جيمس رو (بالإنجليزية: James Roe)‏ هو مجدف بريطاني، ولد في 28 مارس 1988 في ستراتفورد في المملكة المتحدة.

## وصلات خارجية
- جيمس رو على موقع الاتحاد الدولي للتجديف (الإنجليزية)